# Râul Tisa, Lemnia
Râul Tisa este un curs de apă, afluent al râului Lemnia. 